# Graveyard Keeper
Graveyard Keeper é um jogo eletrônico de simulação de RPG com temática de cemitério desenvolvido pela Lazy Bear Games e publicado pela tinyBuild. O alpha do jogo foi lançado para o Microsoft Windows em maio de 2018, e para Xbox One no final daquele ano. Em março de 2019, uma versão para Nintendo Switch foi confirmada.

## História
O jogador assume o papel de um personagem que é atropelado por um carro e se vê cuidando de um cemitério medieval abandonado. Um novo corpo chega todos os dias e todas as tardes e há dicas de tutoriais fornecidas por uma caveira falante. O jogador administra o tempo e os níveis de energia de seu personagem ao limpar, escavar sepulturas e colocar lápides, criar abelhas, artigos de artesanato, fazer mineração de pedra e metal e participar de atividades sociais (como queimar bruxas) com os vários moradores do pequeno povoado, tudo isso enquanto ganha dinheiro no jogo para expandir seu cemitério. O jogo é aberto, permitindo que o jogador realize as atividades como achar melhor.

## Jogabilidade
Graveyard Keeper é um jogo de simulação de manutenção de cemitérios inspirado em Stardew Valley e baseado em Harvest Moon. No início do jogo, o jogador se torna o herdeiro de um terreno que inclui um pequeno cemitério que pertenceu ao seu antecessor perto de um pequeno povoado. Inicialmente, o terreno do cemitério se encontra repleto de pedras, árvores, tocos e ervas daninhas, e o jogador deve limpá-lo para reiniciar sua operação, cuidando das sepulturas e até da igreja para gerar receita e trazer doações para os cofres da igreja. Seu objetivo final é levar seu personagem de volta ao seu velho mundo. Para esse fim, você precisa de informações e ajuda de vários NPCs, a quem você estará tentando agradar, ou fazer suas missões. Tais missões geralmente envolvem elementos de jogabilidade, como trazer-lhes alguns itens criados ou colecionáveis, como óleo, mel etc. Mais elementos e áreas de jogabilidade são desbloqueados lentamente ao longo do jogo, à medida que você desbloqueia novas tecnologias. A árvore de habilidades nestes jogos é chamada de Árvore Tecnológica e você desbloqueia novas tecnologias para progredir no jogo. Além do jogo inicial, Graveyard Keeper exige que você tenha três tipos diferentes de pontos de experiência: Vermelho, Azul e Verde, para desbloquear a maioria das tecnologias. Além de cuidar de túmulos e eliminar elementos ambientais, o jogo também tem agricultura, forja, combate rudimentar, masmorra em vários níveis, pesca e um extenso sistema de criação.

## DLC
O DLC para Graveyard Keeper, “Breaking Dead” foi anunciado em 2018 gratuitamente para os donos do jogo base. Uma mesa de ressurreição é adicionada ao seu necrotério, e você pode reanimar cadáveres e comandá-los a fazer as suas tarefas. Pode recolher itens de pedra, madeira e artesanato, bem como cuidar do seu jardim. Ele permite que os jogadores modifiquem e atualizem seus zumbis e criem cadeias de logística para que seus zumbis possam automatizar as vendas de mercadorias.